# Stylodactylus kauaiensis
Stylodactylus kauaiensis är en kräftdjursart som beskrevs av Figueira 1971. Stylodactylus kauaiensis ingår i släktet Stylodactylus och familjen Stylodactylidae. Inga underarter finns listade i Catalogue of Life.